# Национализм (книга)
«Национализм» (укр. «Націоналізм») — книга Д. И. Донцова.

## История публикации
Впервые издана в издательстве и типографии Отцов Василиян в Жовкве в 1926. Затем несколько раз переиздавалась. В журнале «Развитие нации» (ч. 7-8, 1928) вышла статья С. Ленкавского «Философские основания национализма Донцова». Также издавалась в Лондоне в 1966. Обзор «Важнейшие идеи национализма Донцова и затронутые им проблемы» составляет раздел IV книги Р. С. Бжеского. В 2006 в Виннице проведено издание книги главой молодёжного конгресса националистов В. А. Рогом, автор предисловия С. М. Квит.

## Содержание и основная идея
Книга «Национализм» содержит три части: «Украинское провансальство», «Действующий национализм», «Украинская идея». Донцов формирует национальную идею как «Идеал господства определённой этнической группы над территорией, которую она получила в наследство по родителям и которую хочет оставить своим детям».